# Hojo Tokimasu
Hojo Tokimasu (Japans: 北條時益) (? - 1333?) was de dertiende en laatste Minamikata Rokuhara Tandai (assistent hoofd binnenlandse veiligheid te Kioto) van 1330 tot 1333. 
In 1333 kwam Ashikaga Takauji in opstand tegen de regerende Hojo-clan en viel Kioto aan. De beide leiders van de rokuhara tandai, Hojo Nakatoki en Hojo Tokimasu, vluchtten naar het oosten maar werden gevangengenomen in de provincie Omi. Nog datzelfde jaar werd de Hojo-clan verslagen bij het Beleg van Kamakura en hiermee kwam tevens een einde aan de Rokuhara Tandai.